# Synidotea media
Synidotea media là một loài chân đều trong họ Idoteidae. Loài này được Iverson miêu tả khoa học năm 1972.